# Pete Domenici
Pete Domenici, właśc. Pietro Vichi Domenici (ur. 7 maja 1932 w Albuquerque, zm. 13 września 2017 tamże) – amerykański polityk, w latach 1973–2009 senator ze stanu Nowy Meksyk, członek Partii Republikańskiej.
Jego rodzice byli imigrantami z Włoch.